# Ungcsertész
Ungcsertész (ukránul: Чертеж) település Ukrajnában, Kárpátalján, az Ungvári járásban.

## Fekvése
Ungvártól délkeletre, Horlyó és Lehóc közt fekvő település. Keresztülfolyik rajta a Villye.

## Története
Ungcsertész nevét 1407-ben említette először oklevél „Czyrczys”, majd „Czerczes”, „Chyertez” néven. A 15-17. században több birtokosát is említették.
A 18. század végén Vályi András így ír róla: „CSERTE. vagy Csertisnye. Tót falu Ungvár Vármegyében, birtokosai külömbféle Urak, lakosai ó hitűek, fekszik Ungvártol három mértföldnyire, középszerű termékenységéhez, ’s vagyonnyaihoz képest, második Osztálybéli.”
Fényes Elek 1851-ben kiadott geográfiai szótárában így ír a faluról: „Csertész, orosz falu, Ungh vgyében, ut. p. Szerednyéhez északra 3/4 órányira: 15 r., 272 g. kath., 17 zsidó lak., bortermesztéssel, vizimalommal. F. u. Kandó Kálmán és mások.”
A trianoni béke előtt Ung vármegye Szerednyei járásához tartozott. Az első világháborút követően a mesterségesen létrehozott Csehszlovákiához csatolták, majd 1939 márciusától ismét Magyarországhoz tartozott 1944 őszéig, amikor a szovjet csapatok megszállták.
Ennek következtében 1945-ben az Ukrán Szovjet Szocialista Köztársaság, s ezzel együtt a Szovjetunió részévé vált. 1991 óta a független Ukrajna része.

## Népessége
1910-ben 423 lakosából 54 magyar, 52 német, 307 ruszin volt; ebből 21 római katolikus, 334 görögkatolikus, 60 izraelita volt.